# Rojas (apellido)
Rojas es un apellido oriundo de Realeza Española. Tiene un origen toponímico, procedente del municipio de Rojas, de la Provincia de Burgos (Castilla y León).
El apellido Rojas formó parte de apellidos nobles antiguos cuyo origen se debate entre lo castellano o aragonés. Aparece documentado en el siglo XIII, cuando un noble llamado Alonso de Rojas ayudó al rey Don Jaime de Aragón en la lucha contra los musulmanes en la ciudad de Valencia.
Se trata de un apellido bastante distribuido en diversas partes del mundo, siendo el apellido 94 en España en cuanto a frecuencia, mientras que en otras partes del mundo se encuentra más distribuido como en el caso de Chile en América Latina.

## Escudo de armas

Escudo de la casa de Sandoval y Rojas

En campo de oro, cinco estrellas de ocho puntas de azur, colocadas en souter.

Escudo de los Condes de Bobadilla, partido de Narváez y Rojas.

Aunque es común también encontrar representaciones de blasones del apellido con estrellas de 5 puntas.

## El apellido en la actualidad
En Chile es el tercer apellido más común, luego de González y Muñoz.
En Costa Rica es el quinto apellido más común, luego de Rodríguez, Vargas, Jiménez y Mora.

## Toponimia
El apellido Rojas es un apellido de origen español, cuyo origen más aceptado radica en el municipio de Briviesca en la provincia de Burgos, España, lugar en el que el paisaje y tonalidad de la tierra color rojiza pudieron dar origen al apellido Rojas haciendo énfasis en el color del suelo.

## Curiosidades del apellido
Si bien es cierto que dentro de la expansión del apellido su origen se sitúa dentro de España, el apellido sirvió como referente para dar nombre a otros lugares, tales son los casos de Rojas una ciudad en Argentina o el municipio mexicano de Rojas de Cuauhtémoc, que portan el apellido como una parte de su nombre, aludiendo a su origen español.

## Personajes Ilustres
Un ilustre portador del apellido fue Fernando de Rojas (1465-1541), autor de La Celestina.